# Реално число
Реалните числа в математиката могат интуитивно да бъдат дефинирани като елементи на множество, съответстващи на всички точки на една права. Множеството на всички реални числа обикновено се отбелязва със символа R или {\displaystyle \mathbb {R} }. Множеството на реалните числа обединява множеството на рационалните числа {\displaystyle \mathbb {Q} } и множеството на ирационалните числа {\displaystyle \mathbb {I} }. Формално то трябва да удовлетворява следните аксиоми:
- R е поле, тоест дефинирани са операциите събиране и умножение със стандартните им свойства.
- В R е въведена релация на пълна наредба „≤“, за която е изпълнено:
  - ако x ≤ y, то x+z ≤ y+z
  - ако 0 ≤ x и 0 ≤ y, то 0 ≤ xy
- Изпълнена е аксиомата за непрекъснатост, тоест всяко непразно подмножество на R, което има горна граница, има най-малка горна граница, която още се нарича супремум.

Множество изпълняващо горните аксиоми може да бъде построено по няколко начина, един от които е чрез попълване на множеството на рационалните числа.
Всички аксиоми освен последната са изпълнени и за рационалните числа. Контрапример за последната аксиома е множеството:
{\displaystyle \left\{\left.(1+{\frac {1}{n}})^{n}\ \right|n\in \mathbb {N} \right\}}.
Точната горна граница на това множество е неперовото число {\displaystyle e}, защото {\displaystyle e=\lim _{n\to \infty }\left(1+{\frac {1}{n}}\right)^{n}}, което не е рационално.
Реалните числа могат да бъдат представени като десетични дроби. При това, ако едно число е рационално, представянето му винаги е като крайна или безкрайна периодична десетична дроб, докато ирационалните числа се представят като безкрайни непериодични десетични дроби. Това на практика означава, че при конкретни пресмятания се използват приближения на реалните числа. Така например дробите 1; 1,4; 1,41; 1,414 са приближения на ирационалното число {\displaystyle \scriptstyle {\sqrt {2}}}.